# Samoreau
Samoreau és un municipi francès, situat al departament de Sena i Marne i a la regió de Illa de França. L'any 2007 tenia 2.341 habitants.
Forma part del cantó de Fontainebleau, del districte de Fontainebleau i de la Comunitat d'aglomeració del Pays de Fontainebleau.

## Demografia

### Població
El 2007 la població de fet de Samoreau era de 2.341 persones. Hi havia 855 famílies, de les quals 154 eren unipersonals (68 homes vivint sols i 86 dones vivint soles), 294 parelles sense fills, 344 parelles amb fills i 63 famílies monoparentals amb fills.
La població ha evolucionat segons el següent gràfic:
Habitants censats

### Habitatges
El 2007 hi havia 942 habitatges, 867 eren l'habitatge principal de la família, 45 eren segones residències i 30 estaven desocupats. 868 eren cases i 70 eren apartaments. Dels 867 habitatges principals, 743 estaven ocupats pels seus propietaris, 108 estaven llogats i ocupats pels llogaters i 16 estaven cedits a títol gratuït; 6 tenien una cambra, 39 en tenien dues, 124 en tenien tres, 208 en tenien quatre i 489 en tenien cinc o més. 761 habitatges disposaven pel capbaix d'una plaça de pàrquing. A 367 habitatges hi havia un automòbil i a 448 n'hi havia dos o més.

### Piràmide de població
La piràmide de població per edats i sexe el 2009 era:
| Homes | Edats   | Dones |
| ----- | ------- | ----- |
| 0     | 95 o +  | 0     |
| 4     | 90 a 94 | 0     |
| 4     | 85 a 89 | 0     |
| 4     | 80 a 84 | 8     |
| 16    | 75 a 79 | 24    |
| 40    | 70 a 74 | 32    |
| 60    | 65 a 69 | 68    |
| 68    | 60 a 64 | 84    |
| 48    | 55 a 59 | 40    |
| 84    | 50 a 54 | 96    |
| 92    | 45 a 49 | 88    |
| 80    | 40 a 44 | 112   |
| 100   | 35 a 39 | 76    |
| 40    | 30 a 34 | 72    |
| 40    | 25 a 29 | 36    |
| 56    | 20 a 24 | 56    |
| 108   | 15 a 19 | 108   |
| 112   | 10 a 14 | 72    |
| 92    | 5 a 9   | 64    |
| 72    | 0 a 4   | 44    |

## Economia
El 2007 la població en edat de treballar era de 1.527 persones, 1.075 eren actives i 452 eren inactives. De les 1.075 persones actives 1.017 estaven ocupades (534 homes i 483 dones) i 59 estaven aturades (31 homes i 28 dones). De les 452 persones inactives 132 estaven jubilades, 208 estaven estudiant i 112 estaven classificades com a «altres inactius».

### Ingressos
El 2009 a Samoreau hi havia 862 unitats fiscals que integraven 2.301 persones, la mediana anual d'ingressos fiscals per persona era de 24.832 €.

### Activitats econòmiques
Dels 95 establiments que hi havia el 2007, 3 eren d'empreses extractives, 2 d'empreses alimentàries, 1 d'una empresa de fabricació de material elèctric, 7 d'empreses de fabricació d'altres productes industrials, 9 d'empreses de construcció, 22 d'empreses de comerç i reparació d'automòbils, 4 d'empreses de transport, 5 d'empreses d'hostatgeria i restauració, 3 d'empreses financeres, 1 d'una empresa immobiliària, 20 d'empreses de serveis, 13 d'entitats de l'administració pública i 5 d'empreses classificades com a «altres activitats de serveis».
Dels 19 establiments de servei als particulars que hi havia el 2009, 5 eren tallers de reparació d'automòbils i de material agrícola, 3 tallers d'inspecció tècnica de vehicles, 1 fusteria, 3 lampisteries, 3 electricistes, 1 perruqueria i 3 restaurants.
Dels 3 establiments comercials que hi havia el 2009, 1 era una botiga de menys de 120 m², 1 una fleca i 1 una joieria.

## Equipaments sanitaris i escolars
El 2009 hi havia 1 farmàcia i 1 ambulància.
El 2009 hi havia 1 escola maternal i 1 escola elemental.

## Poblacions més properes
El següent diagrama mostra les poblacions més properes.